# فلوريد النحاس الأحادي
 فلوريد النحاس الأحادي  مركب كيميائي له الصيغة CuF، ويكون على شكل بلورات لها بنية بلورية مشابهة لفلز السفاليريت.

## الخواص
- يبلغ الوزن الجزيئي لهذا المركب 82.54 غ/مول، وتبلغ كثافته 7.1 غ/سم3.
- عدد أكسدة النحاس في هذا المركب +1

## اقرأ أيضاً
- فلوريد النحاس الثنائي